# Straža pri Novi Cerkvi
Straža pri Novi Cerkvi je naselje v Občini Vojnik.

## Prebivalstvo
Etnična sestava 1991:
- Slovenci: 42 (100 %)